# Ringsjön
Ringsjön ist ein See in der schwedischen Provinz Skåne län und der zweitgrößte See in Schonen.

## Geografie
Er ist in die Abschnitte Västra Ringsjön, Östra Ringsjön und Sätoftasjön geteilt, wobei die zwei letztgenannten Teile manchmal zusammengerechnet werden.
Der See erstreckt sich über die Gemeinden Eslöv, Höör und Hörby. Das Einzugsgebiet des Sees beträgt etwa 395 km². Es gibt einen nordwestlichen Abfluss im Fluss Rönne å, der in die Bucht Skälderviken in der Gemeinde Ängelholm mündet.
Das Wasserniveau des Sees wird reguliert und liegt bei 53,5 m ö.h. Die größte Tiefe beträgt 17 Meter.

## Geschichte
1883 beschloss der Besitzer des Gutes Rönnesholm eine Dränage der Umgebung. Damit wurde der Wasserspiegel um 1,5 Meter gesenkt und Ackerland bzw. Torffläche gewonnen. Gleichzeitig verminderte sich die Fläche des Sees um 30 % und die Wassermenge um 20 %. Erst zu dieser Zeit entstand die deutliche Teilung in einen westlichen und einen östlichen Abschnitt. Die Kirche des kleinen Ortes Munkarp, welche vorher direkt am Ufer lag, liegt nun mehrere Kilometer vom See entfernt.
Die folgende intensive Landwirtschaft führte zu einer Überdüngung des Wassers, was den Fischbestand des Sees abnehmen ließ. Vor der Errichtung des Bolmentunnels war der See ein wichtiger Trinkwasserlieferant für den Großraum Helsingborg. Heute wird hier noch Trinkwasser für die nähere Umgebung gewonnen. Der See hat weiterhin den Status eines Reservespeichers für Westschonen.
Die Halbinsel Lillö (vor der Senkung des Wasserspiegels eine Insel) besteht aus Resten eines Vulkans und ist auch für ihr Naturreservat mit beachtlichen Espen bekannt. Auf einer früheren Insel liegen die Reste des Bosjöklosters, dessen Gründung vor dem 12. Jahrhundert vermutet wird.